# ジャン・バニエ

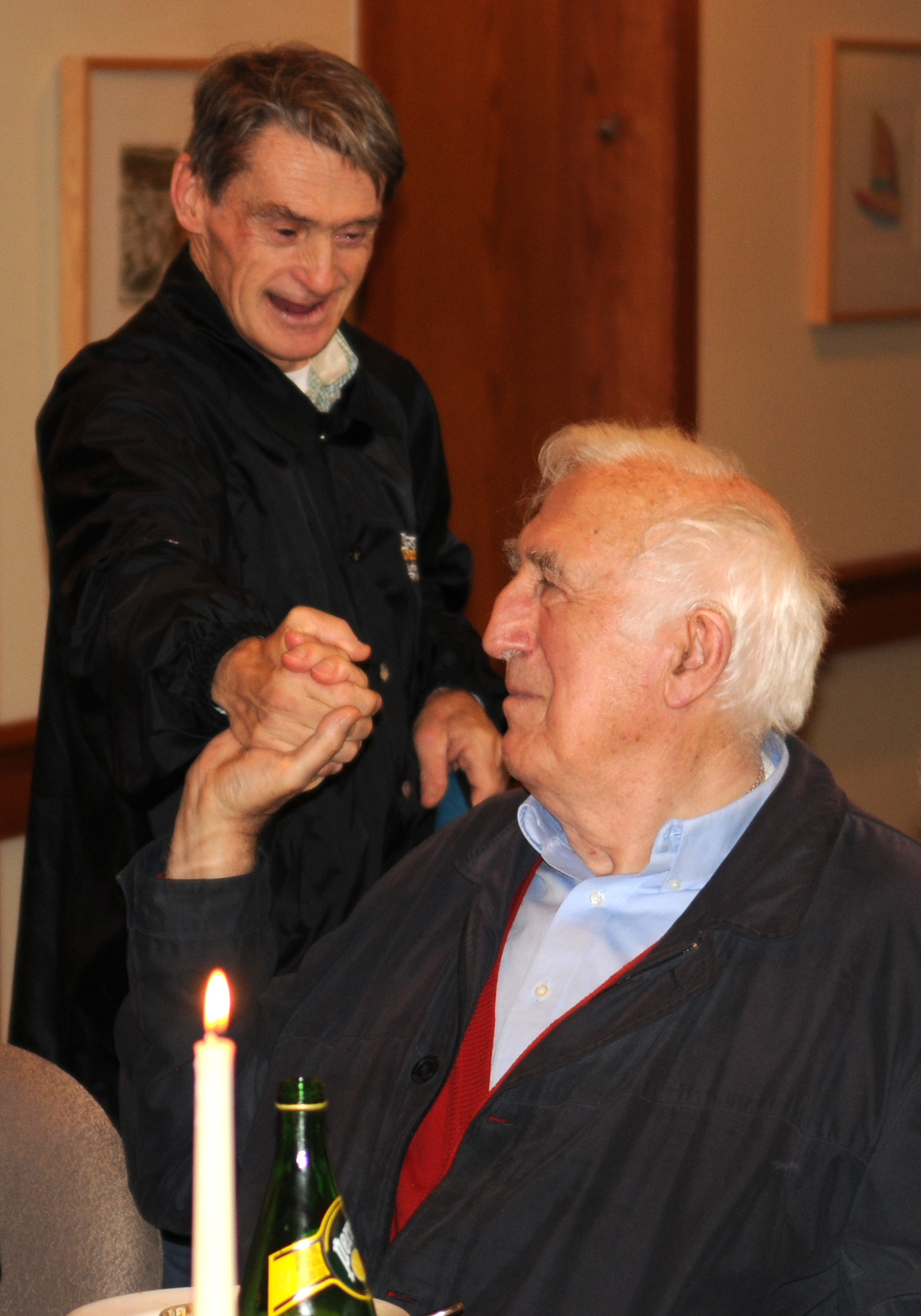
ジャン・バニエ

ジャン・バニエ（Jean Vanier、1928年9月10日 - 2019年5月7日）はスイスのジュネーブに生まれた、フランス系カナダ人のカトリック思想家。霊的指導者としての活動からカトリック司祭と誤って紹介されることが多いが、聖職者ではなくレイ・パーソン（平信徒）である。
知的障がいや発達障がいなどのハンディを持つ人々と持たない人々の共同体であるラルシュ(L'Arche)の創設者、ならびに知的ハンディを持つ人とその家族や友人が定期的に集まり、支えあうネットワークである信仰と光 (Foi et Lumière) の共同創設者。
マザー・テレサやブラザー・ロジェの親しい友人であり、ヘンリ・ナウエンにも大きな示唆と影響を与えた。信頼、障害、暴力、平和、共生などのテーマについて数々の著作があり、その多くは日本語にも翻訳されている。
尚、国際ラルシュ連盟は、バニエが共同体内にいる複数の女性に性的虐待を行っていたとする調査結果を2020年2月と2023年1月に公表した。（後述）

## 来歴
1928年9月10日、第19代カナダ総督（1959年～1967年）となったジョルジュ・バニエ少将と母のポーリーン・バニエとの間にジュネーブで生まれた。長兄のベネディクトは厳律シトー会の修道司祭、次兄のベルナールは画家、弟のミシェルはモントリオールの短期大学(CEGEP)の政治学の教授になっている。姉のテレーズ・バニエは血液・緩和ケア専門医で、1974年に弟と共同で英国のラルシュ共同体を設立している。
バニエは、フランス・カナダ・イギリスの学校で英語とフランス語による教育を受けた。そして、1942年に13歳でダートマス海軍兵学校に士官候補生として入学。1948年にイギリス海軍、後にカナダ海軍の軍人となった。
1950年にバニエは海軍を去り、ドミニコ会の司祭であったトマ・フィリップ神父が率いるパリ近郊のコミュニティL'Eau Viveの学生となった。フィリップ神父がローマに呼ばれ、1956年にカトリック裁判所が教区司教とドミニコ会に対し、神父を聖務から外すよう命じるまでバニエはコミュニティのリーダーであったという。1962年にパリ・カトリック学院で哲学博士号を取得している。
1964年、フィリップ神父と共にラルシュ共同体を設立し、小さな家を借りて知的障がいのある2人の男性を迎え入れた。また1971年に知的障がいをもつ人々の家族・友人が支えあう信仰と光を創設。4000人の障がい者を含む12000人をルルドへの巡礼に導き、10年ごとにルルドやローマへの大規模な巡礼を行い、またコミュニティ支援や講演のため、世界各国を訪問している。
1981年にフランスのトロリーにあるラルシュ共同体と国際ラルシュ共同体の実務的な運営から身を引き、晩年は著作やメッセージ、黙想会などを通して、ラルシュの霊的指導者として活動を行っていた。2015年、宗教分野のノーベル賞とも言われるテンプルトン賞を受賞した。
2019年5月7日、パリで死去。90歳没。葬儀は同月16日にフランス北部トロリーで執り行われた。ラルシュの指導にあたるレンヌ大司教によって司式され、テゼ共同体のブラザー・アロイス、キリスト教諸教派の教会や諸宗教関係者、ラルシュ共同体のコミュニティが存在する国の人々が参列し、教皇フランシスコは「いかなる障害にもかかわらず、一人ひとりが神に愛され、兄弟愛と正義と平和の世界に参与するよう招かれていることを示しながら、ジャンの福音的直観に倣い、すべての共同体が、祝祭と赦し、憐みと喜びの場所であり続けることができるように」とメッセージを送っている。

## ジャン・バニエの思想
ジャン・バニエの思想は、障がいをもつ人の尊厳を大切にし、人間らしく暮らせるようにするという点では、他の障がい者福祉の思想とそれほど変わらないが、知的ハンディを持つ人とその関係者だけに留まらない広がりを持っている。知的ハンディの有無にかかわらず、人間らしく生きることの根源をすべての人に問うものである。
ジャン・バニエの思想で特徴的なのは、理性的に優れた人が立派な人間で、知的ハンディがある人が劣った人間であるという現代社会の人間観そのものに異を唱え、人間の可能性の中でもっとも大切なものは、理性的な能力ではなく愛する能力であるとしている点である。従って、強者が弱者を助けるようなノブレス・オブリージュや一方的な人道的支援の立場とは対極にある。
キリスト教のスピリチュアリティ（霊性）に深く根差したジャン・バニエの確信とは、世間から役に立たないと思われている存在にこそ、神からの特別な愛が注がれているということである。さらに、世間から弱者とされる人々は、確かに弱く、周り人々の助けを必要としているが、愛すること、心の交わりという別の面においては、わたしたちを解放する存在でもあるという。
それぞれ弱さを持つ人間が、ありのままの相手と自分の存在を喜ぶ関係が人間には必要であり、そのような関係性のなかで人間らしく成長することができる。知的ハンディを持つ人々とともに生活することで、そのようなあり方を学んでいくのだという。

## ラルシュ共同体
「ラルシュ」は、フランス語で「箱舟」の意味から付けられた名前であり、「なかま（コア・メンバー）」と呼ばれる知的ハンディを持つ人々と彼らの生活を支える「アシスタント」と呼ばれる人々が、人間らしさを探そうとするコミュニティー(共同の生活の場)である。ラルシュではそれぞれの信仰が大切にされており、祈りを中心とした生活を送っている。現在、ラルシュの霊性に基づくグループ・ホームは世界各地に広がり、147のコミュニティーからなる。

## 「信仰と光」
「信仰と光」は、知的ハンディを持つ人々とその家族・友人が集う、地域ごとの小さなネットワークである。1971年ジャン・バニエとマリーエレン・マチューによってフランスで創設され、約78ヵ国に1,500の共同体が存在する。
メンバーは定期的に集まり、友人として互いの生活での経験を語り合い、喜びと困難を分かち合う。ラルシュと同じ考え方（霊性）に基づいているが、ラルシュと違ってなかまのメンバーは家族と暮らしている。

## 性的虐待事件

### 性的虐待の発覚と調査

#### レンヌ大司教区による調査
2014年6月、ラルシュ共同体の共同設立者で共同体のチャプレンであったトマ・フィリップ神父(1905年 - 1993年)がフランスのトロリーに居た頃に行っていた性的虐待について被害者から申し立てがあった。フィリップ神父が死去していたため民事・刑事訴訟を起こすことが出来ず、2014年12月にレンヌ大司教ピエール・ドルネラスの指導のもと、ドミニコ会士ポール＝ドミニク・マルコヴィッツ神父がカトリック教会法に準拠した調査を行った。
2015年3月に出た調査結果は、証人として聞き取りに応じた14人(被害者、目撃者)への配慮のため国際ラルシュ連盟が概要を発表した。概要によると、フィリップ神父は1956年にカトリック教会法による裁判で有罪判決を受けている。バニエは海軍を除隊後、1950年にフィリップ神父と初めて会っていたことが判明したが、神父がかけられていた教会裁判の内容の詳細を知ることは出来なかった。

#### Avrefによる告発
2016年6月、性的虐待の被害者がラルシュ創設者であるバニエとラルシュの指導者たちが沈黙し、フィリップ神父の墓が共同体の崇敬対象であり続けていることを、非営利団体Avref(ヨーロッパにおける宗教運動の被害者とその家族への援助)を通じて公にした。Avrefはサイトに他の被害者2人の証言を掲載し、言葉だけでは不十分であり、ラルシュには責任と賠償の認識が必要であるとしている。

#### 国際ラルシュ連盟による調査(1回目)
フィリップ神父による性的虐待の調査結果から、国際ラルシュ連盟はバニエが何を知っていたかに疑問を持ち、直接質問をした。それに対して、バニエは2015年5月と2016年10月に公式声明を発表したが、同年にバニエの行動に疑問を感じた女性からの申し立てがあったという。この申し立てについて調査をしていたところ、2019年3月に別の申し立てがあった。
このため、国際ラルシュ連盟は虐待防止を専門とするコンサルタント会社であるイギリスのGCPSに調査を依頼した。また宗教史の専門家にフィリップ神父がかけられていた裁判の内容や神父とバニエの関係の調査を依頼、そして調査の経緯・結果の信頼性を評価するためフランスに独立監視委員会が設立され、報告書が検討された。調査中も含めて調査チームは6件の申し立てを受けており、30名以上のラルシュおよび外部の元指導者やスタッフ、被害者、過去に関わった専門家に聞き取り調査などをしている。
2020年2月22日、調査結果が国際ラルシュ連盟により正式に発表された。
- フィリップ神父はトマス主義の神学教育と瞑想を目的として1946年にL'Eau Vive（フランス語版）を創設している。バニエは1950年9月にL'Eau Viveに加わり、神父と成人女性たちとの『性的実践』を共有していた。1951年に神父に性的虐待を受けた2人の女性の申し立てにより、ドミニコ会会長は神父をバチカンの教理省の調査に委ねた。その後、カトリック教会裁判所は神父の理論について「偽の神秘主義」であり、その理論から性的な行為の実践が導かれるとし、判決により神父に司祭としての活動・コミュニティとの接触を禁じた[20]。
- バニエにも直接、今後一切の活動をしないよう伝えられている。しかし神父とバニエは1964年のラルシュ設立まで関係を続けていた。1963年にバニエは神父がトロリーに住まいを持つことを手伝い、数ヶ月後に彼の活動に加わった。そこに神父の信奉者である女性たちが加わり、ラルシュ共同体の創設にそれぞれの形で関わっていった[20]。その何人かは本来の目的を明かすことなくラルシュに何年か居続けたという。その後、活動を再開した神父の『理論と実践』をバニエが非難することはなかった[21]。バニエはフィリップ神父の虐待を知らなかったと明言し、1950年代から神父と親交があったことも明かさなかったという[22]。
- 1970年から2005年にかけて6人の女性がバニエから被害を受け、被害者の年齢、職業、国籍は様々で中には修道女も含まれていた。知的障がい者はおらず、全て成人女性であった。バニエは女性たちにフィリップ神父の『理論と実践』を行い、精神的指導を行う名目で性的関係を唆していた。被害者たちには行為があったことを秘密にするように求めていたという[23][24]。

国際ラルシュ連盟は最終報告書をカトリック教会の性的虐待独立調査委員会に提出した。

#### 国際ラルシュ連盟による調査(2回目)
2011年11月、国際ラルシュ連盟は6名の有識者で構成される独立調査委員会に改めて調査を委託。調査委員会は200時間以上にも及ぶ聞き取り調査、2つのラルシュ共同体・バチカンの教理省・バニエの個人アーカイブ内の文書の調査、その分析を2年間に渡って行った。バニエは生前に「死後は個人用フォルダを処分して欲しい」と頼んでいたが、依頼を受けた人物が処分しないことに決めたためで、フォルダからはL'Eau Viveのメンバーからのバニエ宛ての文書が340通余り見つかったという。
2023年1月30日、900ページにも及ぶ調査報告書が公表された。
- ラルシュ創立の経緯について、報告書は「バニエとL'Eau Viveの元メンバーは、1963年12月からトロリーに定住する計画を立てるようになった。主な目的は、L'Eau Viveを設立しバニエの霊的指導者であったフィリップ神父の周りに集まることだった」[31]と記している。
- バニエとフィリップ神父による性的虐待を阻止しようとした人物についても触れられている。1950年代と1970年代にバニエは司祭叙階を計画したが阻止された。1959年にはローマ教皇ヨハネ23世が私的にバニエと謁見してフィリップ神父から離れるよう説得を試みていたという[27]。

- 1952年から2019年までに25人の成人女性がバニエによる性的虐待の被害を受けていたことが判明した[32]。フィリップ神父は共同体内の自室で常習的に虐待を行っており、そのうち少なくとも2例で外傷後健忘が引き起こされた。うち1例はフィリップ神父とバニエ両名の被害者であるという[27]。

### 調査結果への反応
国際ラルシュ連盟は「私たちはこれらの発見にショックを受け、これらの行為を無条件に強く非難します」とコメントし、フィリップ神父とバニエによって被害を受けた女性たちに許しを請うメッセージを発表している。
ノートルダム大学は、1994年に人道的奉仕に対して与えられたノートルダム賞を含めバニエに授与していた賞を取り消した。
フランスの司教会議の常任理事会は「ショックと悲しみ」であるとして、苦しんでいることについて話す勇気を持った被害者たちに感謝を述べた。しかし、障がい者と介護者が相互の尊敬と奉仕の真の関係にあるラルシュ共同体への信頼も繰り返し述べている。
トロントの大司教で枢機卿のトーマス・クリストファー・コリンズは、2020年2月24日に発表された声明で「悲劇的で心が痛む」「虐待の犠牲者の計り知れない痛みと苦しみを念頭に置いて祈る」と述べた。また、カナダ国内にあるバニエにちなんだ校名のカトリック校が校名変更をしている。オンタリオ州コリングウッドにある高校では、教育委員会と学校が生徒に対して校名が入った制服ではなく私服での通学を許可したのち校名変更をしている。学生たちはバニエを尊敬し、社会奉仕活動にも熱心に取り組んでおり、「誇りに思っていたのが恥ずかしい」と話している。ショックのあまり泣いた生徒もいたという。
米国宗教学会とキリスト教倫理学会の元会長でありマーサー大学教授のデビッド・グシーは「恐ろしい」「ハワード・サーマンがかつて言ったように、人は常にこれまでで最悪のこと以上のものですが、性的捕食はひどい罪であり、バニエの評判と遺産を永久に汚します」と語っている。
アイリッシュ・タイムズは、バニエの霊的指導者であるフィリップ神父が禁止されたにもかかわらず宣教に戻ったことが明らかになったのに、バチカンやドミニコ会が介入しなかったことに疑問を呈している。

## 関連書籍
- ジャン バニエ 『ジャン・バニエの言葉: 講話とインタビュー』 浅野幸治 訳、新教出版社、2012年、ISBN 978-4-40052-360-4
- ジャン・ヴァニエ 『人と出会うこと』 原田葉子 訳、聖パウロ女子修道会、2008年、ISBN 978-4-78960-657-8
- ジャン・バニエ 『あなたは輝いている―ラルシュ・コミュニティーからの思索』 佐藤仁彦 訳、一麦出版社、2008年、ISBN 978-4-90066-695-5
- ジャン・バニエ 『永遠の泉―いま、泣いているあなたは幸いです』 佐藤仁彦 訳、一麦出版社、2006年、ISBN 978-4-90066-666-5
- ジャン・バニエ 『人間になる』 浅野幸治 訳、新教出版社、2005年、ISBN 978-4-40042-130-6
- ジャン.ヴァニエ 『暴力とゆるし』 原田葉子 訳、女子パウロ会、2005年、ISBN 978-4-78960-591-5
- ジャン.ヴァニエ 『うつを越えて』 原田葉子 訳、女子パウロ会、2004年、ISBN 978-4-78960-575-5
- ジャン・バニエ 『コミュニティー―ゆるしと祝祭の場』 佐藤仁彦 訳、一麦出版社、2003年、ISBN 978-4-90066-657-3
- ジャン・バニエ 『ラルシュのこころ―小さい者とともに、神に生かされる日々』 佐藤仁彦 訳、一麦出版社、2001年、ISBN 978-4-90066-642-9
- ヘンリ・ナウエン 『明日への道―ラルシュへと向かう旅路の記録』 長沢道子・植松功 訳、あめんどう、2001年、ISBN 978-4-90067-709-8
- ジャン・バニエ 『心貧しき者の幸い』 鳩の会 訳、あめんどう、1996年、ISBN 978-4-90067-703-6
- ジャン・バニエ 『小さき者からの光』 長沢道子 訳、あめんどう、1994年（再版 2010年）、ISBN 978-4-90067-702-9
- ジャン・バニエ 『希望にあふれて 3版』 長沢巌・ 矢口以文 訳、日本キリスト教書販売、1976年（再版1992年）、ISBN 978-4-81842-126-4
- ジャン バニエ 『愛と性の叫び―心に傷を負った人々からの』 江草安彦・渡辺和子 訳、ぶどう社、1990年、ISBN 978-4-89240-088-9